# Seregélyes (Magyarország)
Seregélyes nagyközség Fejér vármegyében, a Székesfehérvári járásban. A falu könnyen megközelíthető közúton (62-es főút, 6213-as út, 6214-es út, 6228-as út) és vasúton (Pusztaszabolcs-Székesfehérvár vonal) egyaránt. Seregélyes híres kastélyáról, mely a szomszédos Zichyújfalut is egykor birtokló Zichy család tulajdonában volt. Seregélyes és Zichyújfalu földesura (így a két település is) közeli kapcsolatban és rokonságban állt egymással.
Ma a nagyközséghez több kisebb különálló településrész is tartozik, ezek közül a legnagyobb Szőlőhegy (egykori nevén Józan), ahol a nagyközség népességének csaknem egynegyede él.

## Fekvése
A Közép-Mezőföldön, Székesfehérvár és a Velencei-tó között, attól délre helyezkedik el, ahol „a Velencei-tóból kifakadó mocsáros vidék" rónává szelídül. A Dinnyési-fertő Természetvédelmi Terület felesleges vizeit a település nyugati határában folyó Dinnyés–Kajtori-csatorna vezeti el a Sárvíz irányába.
A közvetlenül határos települések: észak felől Dinnyés (Gárdony része), kelet felől Zichyújfalu, délkelet felől Szabadegyháza, dél felől Sárosd, délnyugat felől Aba, nyugat felől Belsőbáránd (Aba része), északnyugat felől pedig Székesfehérvár.
Közúton elérhető Székesfehérvár és Dunaújváros felől a 62-es főúton, amely korábban át is haladt a központján, 2015 augusztusa óta viszont elkerüli a település lakott területeit. Emellett megközelíthető mellékutakon is, Dinnyés felől a 6213-as, Sárosd irányából a 6228-as úton, illetve egy földúton (a 6214-es számú úton) Belsőbáránd felől is.
Vonattal megközelíthető a Székesfehérvár–Pusztaszabolcs-vasútvonalon, amelyen korszerű Siemens Desiro típusú motorvonatok közlekednek. A vonalnak két megállási pontja van itt: Seregélyes megállóhely, amely a település északi részén helyezkedik el, közúti megközelítését a 6213-as útból kiágazó 62 313-as út teszi lehetővé; valamint Seregélyes-Szőlőhegy megállóhely, a névadó településrész külterületei közt, a központtól légvonalban 3, közúton 4-4,5 kilométerre keletre.

### Településrészei
- Szőlőhegy Seregélyestől körülbelül 2,5–3 kilométerre, keletre fekszik; Zichyújfalutól körülbelül 3,5 kilométerre helyezkedik el, de onnan csak földúton közelíthető meg.

- Aligváritanya Seregélyes centrumától 2 kilométerre fekszik, a Dunaföldvár-Seregélyes közti 6228-as út mellett.[6] 2011-es adatok szerint a népessége 2 fő.
- Ambrustanya lakatlan külterület, Seregélyes központjától két kilométerre helyezkedik el.[7]
- Elzamajor, mely a második világháborúig Szerecseny néven önálló település volt. Seregélyestől 5 kilométerre északra, Dinnyéstől 3 kilométerre délre fekszik, a 6213-as út mentén. 2011-es adatok szerint a lakónépessége 109 fő, a lakások száma pedig 31 volt.[8] Helyi menetrendszeri autóbuszjárat köti össze Seregélyessel és Seregélyes többi településrészével.[9] Itt található a Pelikán-ház Erdei Iskola, a Dinnyési-fertő peremén.[10][11] A fertő közelsége miatt a Pelikán-ház Erdei Iskola remek madármegfigyelési, madárgyűrűzési lehetőségeket biztosít.[12]
- Jánosmajor Seregélyes centrumától 3,5 kilométerre fekszik északnyugati irányban, a 62-es főút mellett. 2011-es adatok szerint a lakónépessége 49 fő, a lakások száma 15 volt.[13] Jánosmajor területén az alábbi vállalatok telephelyei találhatóak meg: Servo 65 Kft.,[14] Eurowind Kkt.,[15] Agrofree Kft.,[16][17] Itavil Kft.[18]
- Mészárostanya Seregélyestől 5 kilométerre fekszik. 1 lakás alkotja, lakónépessége 2011-ben 2 fő volt.[19]
- Vindicstanya Seregélyes centrumától 2,5 kilométerre fekszik északi irányban. 2011-es adatok szerint Vindicstanya lakónépessége 2 fő, lakásainak száma 1 volt.[6] Vindicstanya mellett halad el a 62-es főút.

## Története
Seregélyes északnyugati előtere már a középső újkőkorszak időszakában lakott volt. Az újkőkort követő őskori periódusokban is lakott település volt és részben temetőként is funkcionált.
A Rác-völgyi dűlő közepén középső újkőkorszakbeli házakat és gödreiket, mellettük kétoldalt késő bronzkori, urnamezős kultúrájú urnatemetőt tártak fel a régészek.
A falu déli határában nagyméretű villagazdaságot, illetve ettől nem messze kocsitemetkezés helyét tárták fel. A kései vaskor embereinek és az ókori rómaiaknak a falusias telepnyomai a vízfolyások közelében elterülő területeken és a mélyebben fekvő területeken helyezkedtek el. Seregélyestől délre középső és kései avar népesség rendszeres temetkezési helye lehetett.
A magyarság történetében eredetileg királyi birtok, ahol a fehérvári vár népei és királyi lovászok laktak. Oklevélben először 1258-ban említik Seregélyest, amikor Szolgagyőri Eunordi grófok elődeit, nevezetesen Smaragd székesfehérvári prépost, királyi kancellár; valamint öccsei, Vilmos és Egyed grófok a zsámbéki monostort alapították, s Vilmos többek között Ságh és Seregélyes nevű földek és legelők felével adományozta meg. Seregélyestől délre 11. és 14. század közötti Árpád-kori település lehetett. Az adományt IV. Béla 1258-ban helyben hagyta. 1345-től a 17. század végéig a falunak több tulajdonosa volt. A török hódoltság korában Husszein Bin Abdullah tímár javadalom birtokai közé tartozott.
1696-ban pedig már Zichy Pál birtokaként említik. 1735-ben épült a falu temploma, melyet 1792-ben átépítettek. A Zichy család 1821-ben építette a falu parkjában található klasszicista stílusjegyeket viselő kastélyt. Az épületet valószínűleg Pollack Mihály tervezte, a nagyterem freskóit pedig Pich Ferenc festette. Az 1848–49-es forradalom és szabadságharc idején Seregélyes felvonulási területként szolgált.
A második világháborúig a falu élte csendes mindennapjait, a háború gyötrelmeiből viszont bőségesen kivette részét. 1944. december 8-tól 1945. március 23-ig volt hadszíntér, s hétszer "cserélt gazdát". Legsúlyosabb harcok a németek utolsó magyarországi nagy ellenállása idején voltak. A háború és az újjáépítés után Seregélyes is fejlődésnek indult. Ez időben a mezőgazdasági termelés fejlődésével, részben Székesfehérvár iparosításával hozható kapcsolatba. Ez utóbbi jórészt jelenleg is leköti a falu munkaképes korosztályát. Emellett a faluban sokan foglalkoznak mezőgazdasággal, vagy a visszaigényelt földjükön, vagy nagyobb gazdálkodó egységben. 2015. augusztus 1-jén adták át a 62-es számú főút Seregélyest elkerülő szakaszát.

## Közélete

### Polgármesterei
- 1990–1994: Wollein Ferenc (független)[22]
- 1994–1998: Paudits Béla (független)[23]
- 1998–2002: Paudits Béla (független)[24]
- 2002–2006: Dr. Czétényi István (független)[25]
- 2006–2010: Paudits Béla (független)[26]
- 2010–2014: Horváth Sándor (független)[27]
- 2014–2019: Horváth Sándor (független)[28]
- 2019–2024: Horváth Sándor (Magyar Vállalkozók és Munkaadók Pártja)[29]
- 2024– : Horváth Sándor (Magyar Vállalkozók és Munkaadók Pártja)[1]

## Népesség
A település népességének változása:
| Lakosok száma | 4432 | 4403 | 4342 | 4253 | 4313 | 4325 | 4291 |
|               | 2013 | 2014 | 2015 | 2021 | 2022 | 2023 | 2024 |

A 2011-es népszámlálás során a lakosok 89,2%-a magyarnak, 0,2% cigánynak, 0,8% németnek, 0,3% románnak mondta magát (10,7% nem nyilatkozott; a kettős identitások miatt a végösszeg nagyobb lehet 100%-nál). A vallási megoszlás a következő volt: római katolikus 35%, református 18,2%, evangélikus 0,4%, görögkatolikus 0,3%, felekezeten kívüli 20,3% (25,2% nem nyilatkozott).
2022-ben a lakosság 90,2%-a vallotta magát magyarnak, 0,4% németnek, 0,2% szerbnek, románnak, 0,1% horvátnak, 0,1% cigánynak, 1,9% egyéb, nem hazai nemzetiségűnek (9,8% nem nyilatkozott; a kettős identitások miatt a végösszeg nagyobb lehet 100%-nál). Vallásuk szerint 21,3% volt római katolikus, 11,9% református, 0,3% evangélikus, 0,2% görög katolikus, 0,9% egyéb keresztény, 1% egyéb katolikus, 23,9% felekezeten kívüli (40,3% nem válaszolt).

## Nevezetességei

### Zichy–Hadik-kastély

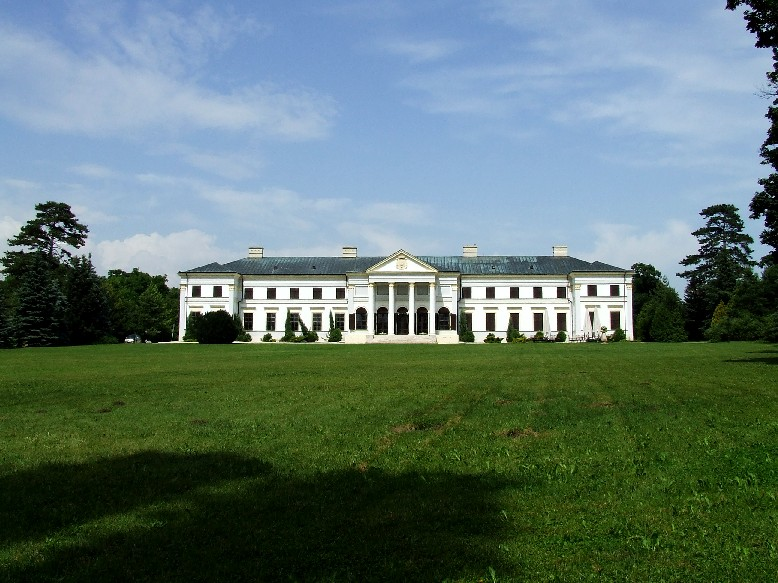
Zichy-Hadik-kastély

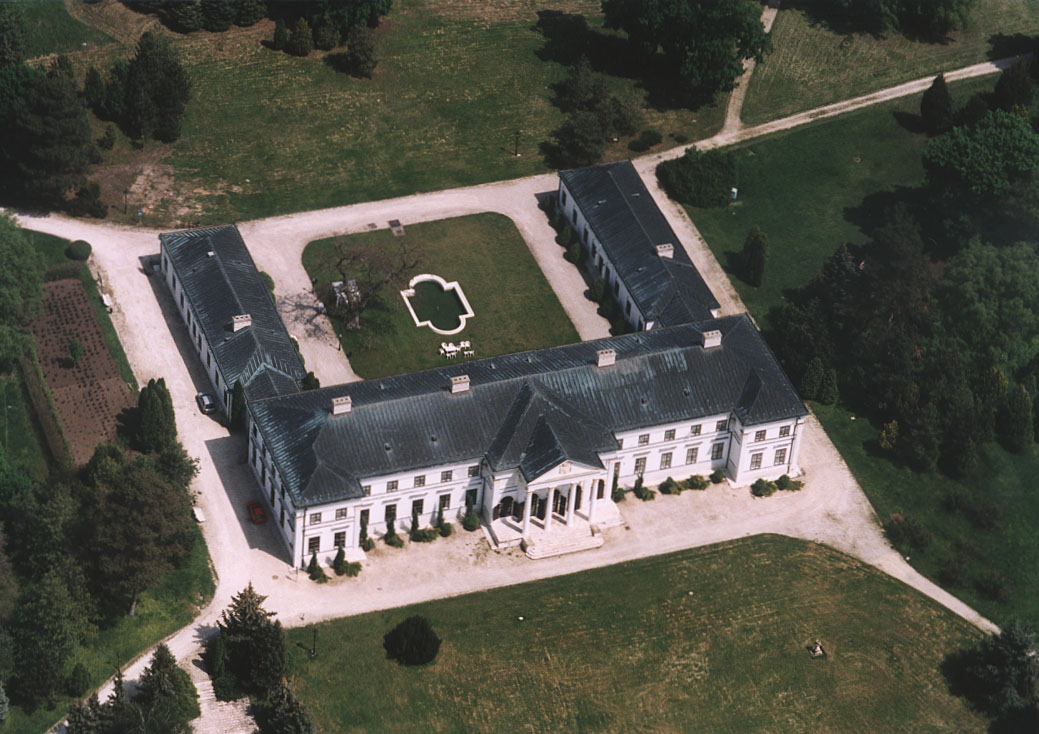
Zichy-Hadik-kastély

A klasszicista kastély 1821-ben épült. Dísztermében 1820 körül készült klasszicista architektonikus festés látható. Kertje védett természeti érték. Az U alakú, klasszicista kastély főhomlokzatának közepén négyoszlopos portikusz áll, a timpanonban a grófi család címere látható.
A kastély utolsó lakói, gróf Hadik Béla és felesége Széchenyi Alice grófnő a seregélyesi családi sírhelyen nyugszanak. Az 1980-as években, korhű stílusban helyreállított kastély római termét a székesfehérvári Pilch Ferenc seccoi díszítik (1820-as évek). Az épület kastélyszállóként működött 2008-ig.
A Zichy–Hadik-kastély értékei – hazai kastélyaink kincseihez, berendezési tárgyaihoz hasonlóan – a második világháború zűrzavarában szétszóródtak, a német és szovjet frontharcosok birtokába kerültek. Sok minden elenyészett, az értékeknek csupán egy kisebb része került múzeumokba. Ezért is számottevő az a lelet, amit 1976-ban találtak a seregélyesi kastély parkjában. Mintegy félezer tárgyat rejtett a vaskazetta és a faláda, amely ekkor egy fa kivágása során került elő. A lelet ezüst és aranyozott ezüst evőeszközökből, ezüstedényekből állt, és számos apró tárgyat, medalionokat, dobozkákat, tarsolyokat és ékszereket is tartalmazott. A tárgyak között 19. századi és antik darabok is vannak, de a nagyobb részük a 20. század elejéről származik. A lelet a székesfehérvári Szent István Király Múzeum tulajdonában van, ahol időnként kiállítják.

### Pelikán-ház Erdei Iskola
A Pelikán-ház Erdei Iskola Dinnyési-fertő mentén, Elzamajorhoz közel, valamelyest északnyugatra található. A Dinnyési-fertő közelségének köszönhetően a madárgyűrűzést eddig sok szakember igényelte.

### Tájház
A seregélyesi Tájház a Fő utcán helyezkedik el, ami hűen tükrözi a régi népi építészet egyszerűségét. A tájház épületében kapott a népművészeti kiállítás, ami csakis eredeti darabokat sorakoztat fel.

## Sport
A településnek egy megyei másodosztályban játszó labdarúgócsapata van. A források szerint az 1948/1949-es és az 1950/1951-es szezonban a Középdunántúli LASz, II. osztály, Sárbogárdi csoportban és az 1951-es szezonban a Fejér megye, Központi járás, III. csoportjában indultak először labdarúgócsapatok Seregélyesről. A források 1980-ig több szereplést nem említenek egy labdarúgó-bajnokságban sem Seregélyes részéről. Az 1980/81-es szezontól az 1987/88-as szezonig Seregélyes a megyei első osztályban szerepelt, végül 1988-ban kiesett és az 1989/90-es szezont a megyei másodosztályban folytatta máig.
Seregélyesen a kézilabda is megvetette a lábát. A helyi kézilabdacsapatnak férfi és női szakosztálya van a megyei első-osztályban. 2011-12-es szezonban a női csapat megnyerte a Fejér megyei kézilabda bajnokságot, így Seregélyes lett Fejér megye bajnoka.
Végül Seregélyesnek tollaslabda sportegyesülete is van, ami 2005-ben alakult meg. 2006-ig már 2 aranyérmet sikerült megszerezniük az országos versenyeken. A 2010-ben az Eperjesen megrendezett nemzetközi kupán U11 kategóriában egy arany és egy bronzérmet, férfi páros versenyen ezüstérmet szereztek a seregélyesiek.

## Oktatás
- Seregélyesi Általános Iskola, Alapfokú Művészetoktatási, Pedagógiai Szak- és Szakmai Szolgáltató Intézmény és Óvoda (Seregélyesi Közoktatási Központ)[39]
- Fejér Megyei Eötvös József Szakképző Iskola és Kollégium

## Híres emberek
- Itt született 1886. november 18-án Münnich Ferenc politikus, Magyarország miniszterelnöke 1958 és 1961 között.
- Itt született 1895. október 16-án Kalamár József politikus, az 1956-os forradalom egyik mártírja a hatalom oldaláról.
- Itt született 1912. szeptember 5-én Kovács József Kossuth-díjas pedagógus, oktatáspolitikus, diplomata.[40]
- Itt született 1920. május 4-én Hamza András Andor református lelkész.[41]
- Itt született 1949. március 10-én Jankovics József irodalomtörténész, kritikus, szerkesztő.[42]
- Itt született 1923. augusztus 17-én Kiss István vegyész, kémikus.[43]
- Itt nevelkedett Fürész Emőke, kosárlabdázó, streetball világbajnok, magyar bajnok, magyar kupagyőztes, 96 szoros válogatott.
- Itt született 1941-ben Horváth György műszerész, harckocsivezető, aki  2006. október 23-i zavargások során Budapesten az ott kiállított T–34-es harckocsit beindította
- Itt született 1955. március 5-én és  nevelkedett Jankovics Sándor labdarúgó, aki 176 élvonalbeli mérkőzésen 25 NB I-es gólt lőtt, a Videoton csapatával 1976-ban ezüstérmes lett.

## Testvértelepülések
- Rivodutri, Olaszország[44]
- Szatmárpálfalva, Románia[44]